# Club Deportivo Titán
Club Deportivo Titán es un equipo de  fútbol de la Liga de Ascenso de El Salvador. La sede del club es la Cancha TITÁN  de Texistepeque.

## Historia
El conjunto fue fundado el año 1930, y obtuvo el primer título de su historia en el Torneo Apertura 2010 de la Liga de Ascenso. El rival de la final de ese certamen fue Juventud Independiente, y el encuentro fue a favor de los de Texistepeque por 1 a 0.
El campeonato le otorgó el derecho de disputar el ascenso a la Primera División ante el mismo Juventud Independiente, campeón del Torneo Clausura 2011. El encuentro se llevó a cabo el 26 de junio de 2011, y Titán perdió por marcador de 2:3 en tiempo suplementario.
El 17 de septiembre de 2011, conquistó nuevamente el Torneo Apertura de ese año  cuando derrotó en la final a Marte Soyapango con marcador de 1:0.
Para el 3 de junio de 2012, disputó por segunda ocasión el título de la liga ante el campeón del torneo clausura de ese año, el Santa Tecla Fútbol Club, pero cayó con marcador de 1:2.
El 9 de julio de 2013, la directiva del club vendió la categoría a Sonsonate F.C., de la tercera división profesional, por lo que la existencia de  Titán es incierta.

## Palmarés
- Torneos Cortos de la Liga de Ascenso (2): Apertura 2010, Apertura 2011.
- Subcampeón de la Liga de Ascenso (2): 2010-11, 2011-12.
- Campeón torneo clausura 2023